# Naughty Boy
Shahid Khan dit Naughty Boy, né le 1er janvier 1981 à Watford (Royaume-Uni), est un musicien, DJ et producteur britannique.
Il est principalement connu pour son travail avec le chanteur Sam Smith et sa chanson La La La (2013).

## Biographie
Shahid Khan est né de parents d'origine pakistanaise, à Watford en Angleterre.  
Khan commence des études de commerce et de marketing à London Guildhall University (à présent la London Metropolitan University), mais abandonne après le premier semestre et commence à travailler dans divers emplois. Il a ainsi travaillé à Domino's Pizza et au Watford General Hospital (en). C'est au cours de cette période de sa vie qu'il a « décidé de poursuivre son ambition d'écrire et de produire sa propre musique, sous le nom Recordings Naughty Boy ».  
Khan enregistre des chansons dans le jardin de ses parents à Charlock Way à Watford. Quelques rentrées d'argent permettent à Khan de passer de l'abri de jardin à un studio à Ealing, à l'ouest de Londres. Finalement, le producteur en herbe se fait remarquer : il décroche[Quand ?] un contrat de trois ans avec Sony ATV et un contrat pour l'enregistrement d'un album avec Virgin Records (EMI Records). 
Pour établir Recordings Naughty Boy, Khan fait une demande au Prince's Trust en 2005 et reçoit une bourse de 5 000 £ pour lancer son entreprise. Lors d'une interview pour le journal hebdomadaire Watford Observer en 2009, Khan a déclaré : « The Prince's Trust dispose d'un système qui aide les gens qui semblent capables de créer leur propre entreprise. Je voulais faire de la musique mais je n'avais pas d'équipement. Ils ont dit qu'ils voulaient m'aider ». La même année, Khan apparait sur le plateau du jeu télévisé de Channel 4 Deal or No Deal, où il gagne 44 000 £, ce qui lui a permis d'acheter de l'équipement et de commencer à enregistrer. 
Le producteur enregistre maintenant tous ses albums dans son studio à Ealing. Une collaboration avec le chanteur Zayn Malik était annoncée pour le premier single solo de l'ex-membre des One Direction, mais elle prit brusquement fin après la diffusion sur internet d'extraits du clip de No Type sans le consentement de Zayn Malik, ce dernier accusant Naughty Boy d'être derrière les fuites.

## Discographie

### Album
- 2013 : Hotel Cabana

### Singles
- 2010 : Never Be Your Woman (feat. Wiley & Emeli Sandé)
- 2012 : Wonder (feat. Emeli Sandé)
- 2013 : La La La (feat. Sam Smith)
- 2013 : Lifted (feat. Emeli Sandé)
- 2013 : Think About It (feat. Wiz Khalifa & Ella Eyre)
- 2014 : Home (feat. RØMANS)
- 2015 : Runnin' (Lose It All) (feat. Beyoncé & Arrow Benjamin)
- 2016 : Should've Been Me (feat. Kyla & Popcaan)
- 2017 : One Chance To Dance (feat. Joe Jonas)
- 2018 : All or Nothing (feat. Ray BLK & Wyclef Jean)
- 2019 : Undo (feat. Calum Scott)